# Fernand Léger

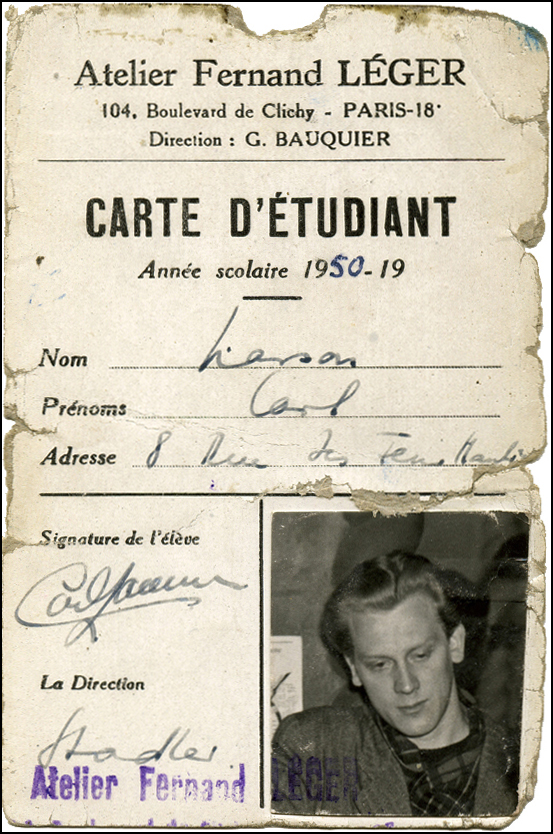
Diákigazolvány

Joseph Fernand Henri Léger (Argentan, Orne, 1881. február 4. – Gif-sur-Yvette, Essonne, 1955. augusztus 17.) francia festő.

## Élete és munkássága
Fernand Léger parasztcsaládba született a normandiai Argentanban. Eleinte, 1897-től 1899-ig építészeti műszaki rajzot tanult, de 1900-ban Párizsba ment, ahol az École des Beaux-Arts-on tanult. 1902-től katonai szolgálatot teljesített Versailles-ban, majd ezt követően ismét a Beaux-Arts-ra járt, ahol többek között Jean-Léon Gérôme stúdiumain vett részt, bár hivatalosan nem vették fel az intézménybe. Közben látogatta a Julian Akadémiát is. Komolyabban csak 25 éves korától festett, de nem mutatott semmi különöset, egyike volt a sok kezdő festőnek. Az 1907-es Öszi Szalonon megismerkedett Cezanne képeivel, és ez döntő hatással volt művészetének alakulására.
1909-ben a Montparnasse-ra költözött, és a kor jelentős avantgárd művészeivel ismerkedett össze (Guillaume Apollinaire, Max Jakob, Henri Rousseau, Alexander Archipenko, Marc Chagall, Robert Delaunay, a következő évben Picasso és Braque). Fontos műve ebből az időszakból az Aktok az erdőben, amit a függetlenek kiállításán mutatott be 1911-ben. Ezen a képen már megjelentek a Léger-re jellemző hengeres, csőszerű formák (nevezték is ezért sajátos kubista stílusát „tubizmus”-nak – angolul tube=cső). Művésztársaival együtt részt vett Jaques Villonnál tartott összejöveteleken, ahol létrehozták a kubizmus mellékágaként a Section d’Or-t. 1912-ben a Kékruhás nő című képe szerepelt az Őszi Szalonon. Léger ebben az időben került kapcsolatba a futurizmussal is, aminek hatására képei egyre elvontabbakká, absztraktabbakká váltak. Képein jobbára csak az alapszíneket használta, zölddel, feketével kiegészítve, alapformái pedig a henger, a kúp és a poliéder voltak. Ily módon készült a Formák kontrasztjai című sorozata.
1914-ben behívták katonának, és a fronton rengeteg rajzot készített katonatársairól, lövegekről, repülőgépekről. 1916-ban Verdunnél gázmérgezést szenvedett, és emiatt leszerelték. Míg a „klasszikus” kubisták nagy része ekkor a mindennapi élet részeit (palackok, hangszerek, újságok stb.) választották témául, addig Léger 1918–1919-ben ipari elemeket alkalmazott (fogaskerekeket, hajókat, hengereket), de emberi alakokat is szerepeltetett képein (Korongok, Város). Képein nem a tényleges látványt ábrázolta, hanem az elemeket öntörvényűen, sajátos rendszerbe szervezve fogta össze. Képei statikusak, formái mozdulatlanok, de az ember hangsúlyozottan van jelen (Mozdonyvezető, 1920; A nagy uzsonna, 1921). 1919 decemberében megnősült, felesége Jeanne-Augustine Lohy. A következő évben találkozott Le Corbusier-vel, akivel életre szóló barátságot kötött. Az 1923–1924-es évek igen mozgalmasak voltak számára: kísérleti animációs filmet rajzolt, majd Dudley Murphy, George Antheil és Man Ray közreműködésével futurisztikus filmet készített Ballet Mécanique (Mechanikus balett) címmel. Amédée Ozenfant kubista festővel összefogva festészeti szabadiskolát indított, amiben Alexandra Exter és Marie Laurencin is segítségére voltak.
1924-től absztrakt falfestményeket készített, 1935-ben a brüsszeli nemzetközi képzőművészeti kiállítás egyik termét díszítette (Sportok), meg a párizsi Découverte palotát (Az erdő átvitele). Emellett díszleteket és jelmezeket tervezett a Svéd Balett számára. Realisztikus természeti tanulmányokat készített és ebben a stílusban megfestette a Három muzsikust. A II. világháború idején Marseille-be menekült (itt készítette Vízbeugrók című sorozatát), majd Amerikába menekült tovább, ennek emlékeként készült hazatérése után az 1946-os Adieu, New York. 1945-ben belépett a Francia Kommunista Pártba. 1946-ban festett néhány arcképet (pl. Paul Éluard), majd az emberi szabadidő témája kezdte érdekelni (Biciklisták sorozat, 1943–1951; Vidéki kirándulás sorozat, 1952–1954; Nagy parádé, 1954). 1950-ben meghalt a felesége. 1952-ben ismét megnősült, új felesége Nadia Khodossevitch (Nadja Hodosevics) lett. Közben olyan technikákkal próbálkozott, amivel addig nem volt dolga: mozaikot készített az assyi kápolna számára, üvegablakokat az audincourt-i és a courfaivre-i templomokba, valamint a caracasi egyetemre, muráliát a New York-i ENSZ-palota nagytermébe. Készített még szőnyegterveket, illusztrációkat és színes kerámiaszobrokat is. Fernand Léger 1955-ben halt meg, otthonában érte a halál. Gif-sur-Yvette-ben temették el.
1960-ban Léger-múzeumot nyitottak Biot-ban. Léger-t az 1950-es években induló pop-art az elődjének tekintette.

## Magyarul megjelent művei
- A festő szeme. Válogatás a művész írásaiból; ford. Réz Pál; Gondolat, Budapest, 1976